# 卡罗尔·库切拉
卡罗尔·库切拉（1974年3月4日—）生於布拉迪斯拉发，是一名斯洛伐克职业网球运动员。1998年澳大利亚网球公开赛杀入四强，曾参加1996年、2000年和2004年三届夏季奥运会，最高世界排名第六。

## 外部連結
- 卡罗尔·库切拉（英文/西班牙文）的官方資料
- 卡罗尔·库切拉的國際網球總會 職業／青少年 官方資料（英文）
- 卡罗尔·库切拉的官方資料（英文）